# Lange Guglielmo
Pour les articles homonymes, voir Guglielmo.
Lange Guglielmo né à Toulon le 13 août 1839 et mort à Neuilly-Plaisance le 19 août 1917 est un sculpteur français.

## Biographie
Élève de Vincent Courdouan et de l'atelier de sculpture de l'arsenal de Toulon, puis de François Jouffroy aux Beaux-Arts de Paris, Lange Guglielmo expose régulièrement au Salon des artistes français. En 1880, il obtient une médaille de 3e classe pour L'Innocence, statue en marbre, et en 1885 une médaille de 2e classe pour Giotto révélant sa vocation, statue en marbre. Il obtient une médaille d'argent à l'Exposition universelle de Paris de 1889.
L'État lui commande les bustes de Montaigne et de Malherbe en 1883 pour le lycée Janson-de-Sailly à Paris. Il obtient plusieurs commandes de particuliers, probablement grâce aux interventions du sénateur et ministre Charles Brun, toulonnais lui aussi. 
Lange Guglielmo meurt le 19 août 1917.

## Œuvres
Algérie
- Jijel : Pêcheur raccommodant ses filets, statue en bronze, 145 × 80 × 100 cm[4].

France
- Amiens, musée de Picardie : Giotto révélant sa vocation, 1885, statue en marbre[5].
- Châlons-en-Champagne, musée des Beaux-Arts et d'Archéologie : Buste du maréchal de France, Armand de Joyeuse, 1895, marbre[6].
- Lodève, : Mère consolant son enfant, marbre, 120 × 62 × 88 cm[7].
- Montpellier, jardin des plantes : Charles Frédéric Martins, buste en pierre[8].
- Niort : Un suivant de Bacchus, Salon de 1877, statue en bronze[9]. Envoyé à la fonte sous le régime de Vichy en 1942 dans le cadre de la mobilisation des métaux non ferreux[10].
- Paris :
  - hôtel de ville, façade de la rue de Lobau : François-Joseph Talma, statue en pierre.
  - Muséum national d'histoire naturelle : Claude Bernard, 1906, buste en marbre[11].
  - opéra Garnier : Léo Delibes, buste en marbre[12].
- Toulon :
  - boulevard de Strasbourg, façade du no 46 : paire de cariatides et mascaron d'Athéna ornant un balcon[13].
  - musée d'Art : Le Faune à la grappe, 1874, statue en marbre[14].
  - hôpital militaire Sainte-Anne, parc : Abel mort[15].

- Localisation inconnue :
  - Faucheur battant sa faux, Salon de 1893, statue en marbre[16],[17].

Œuvres de Lange Guglielmo
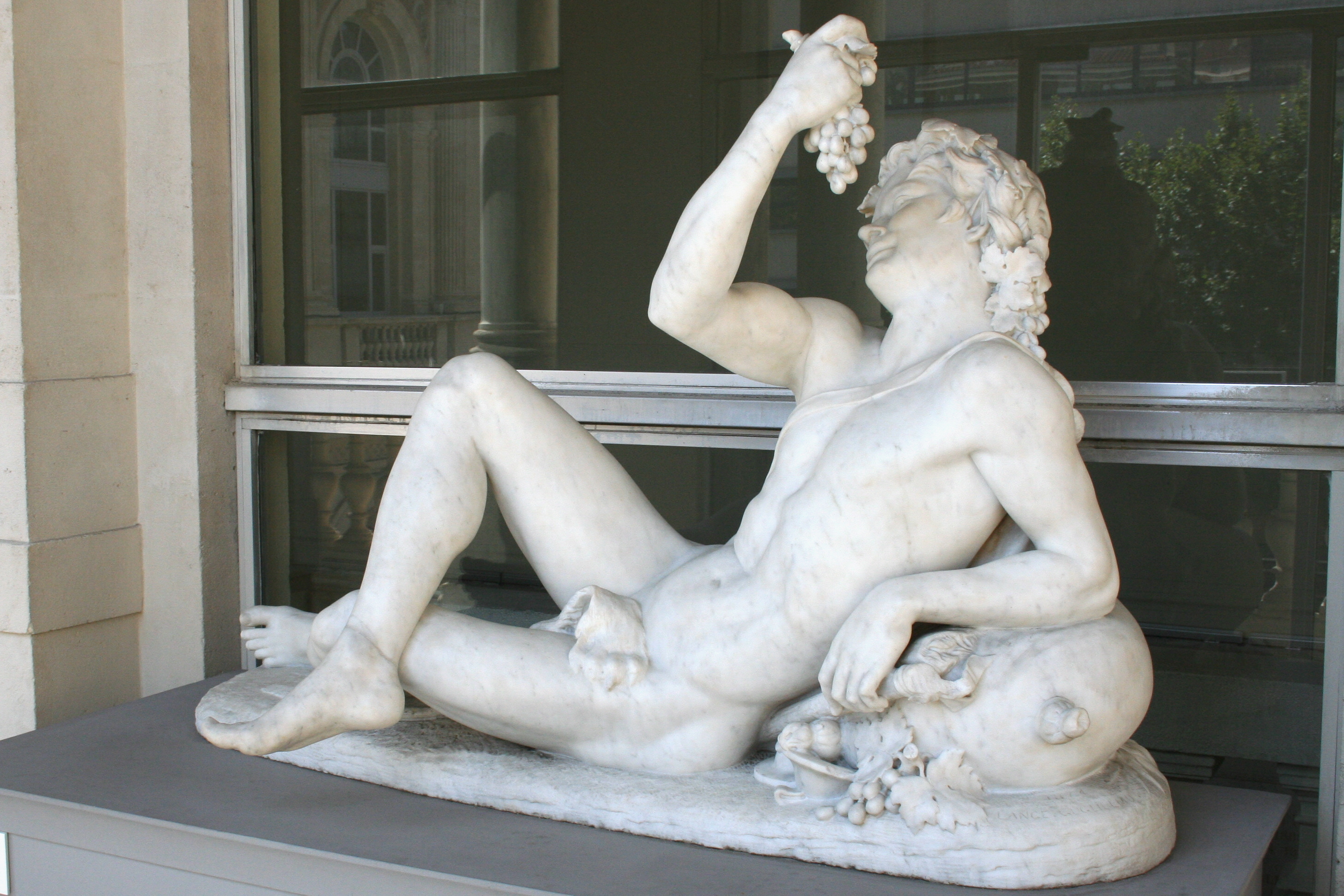
Faune à la grappe (1874), musée d'Art de Toulon.
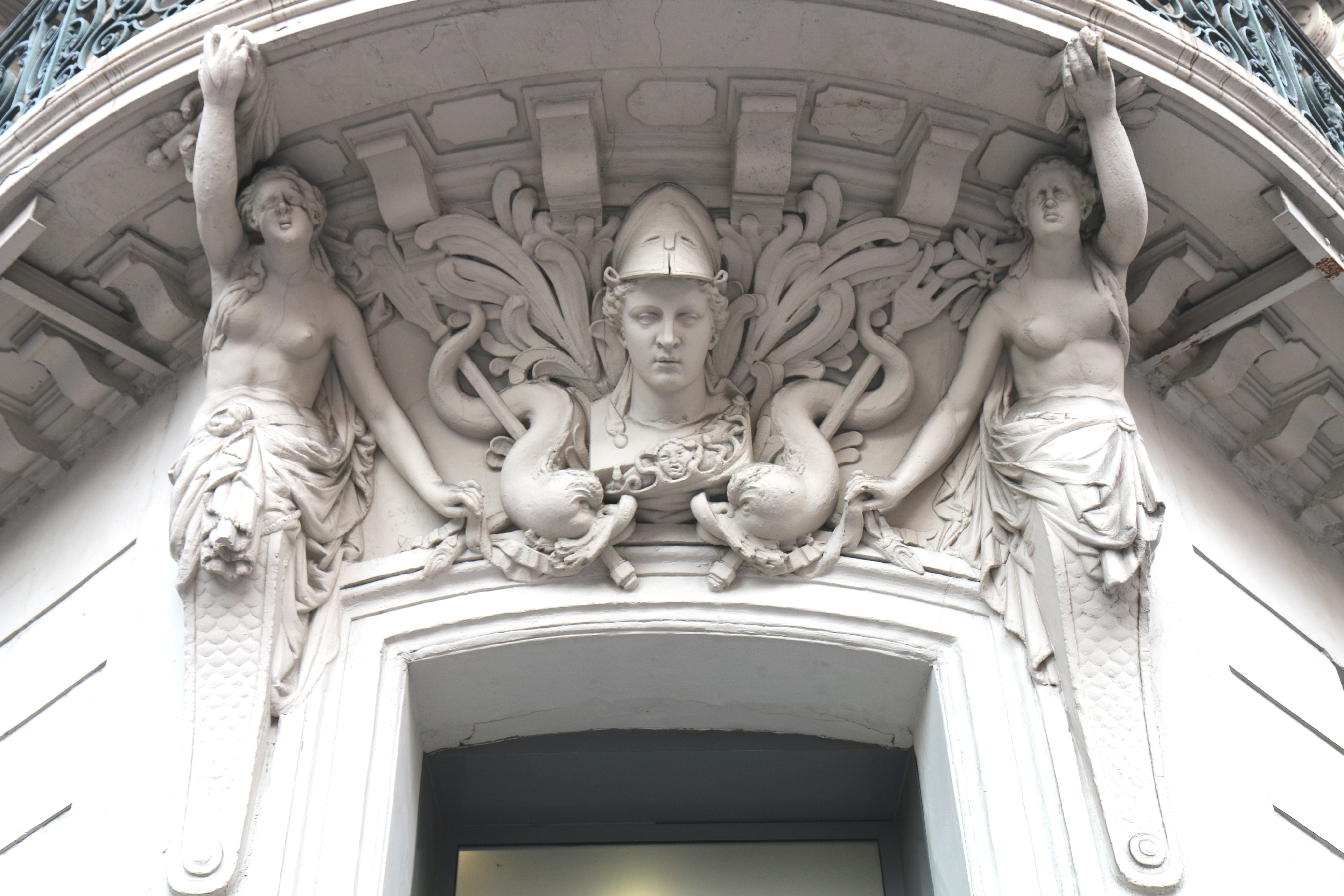
Paire de cariatides et mascaron d'Athéna, Toulon, façade du 46, boulevard de Strasbourg.
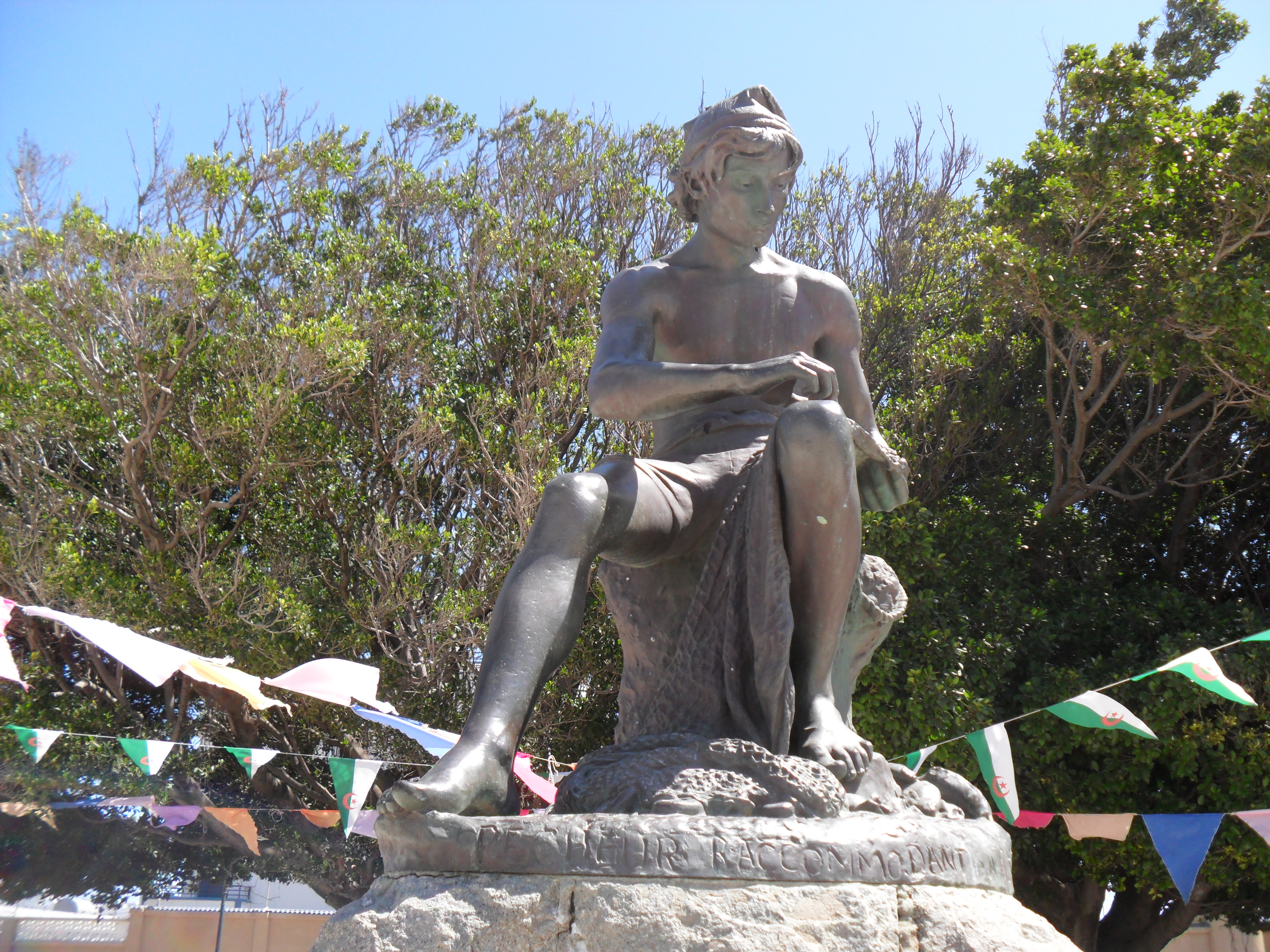
Pêcheur raccommodant ses filets, Jijel (Algérie).
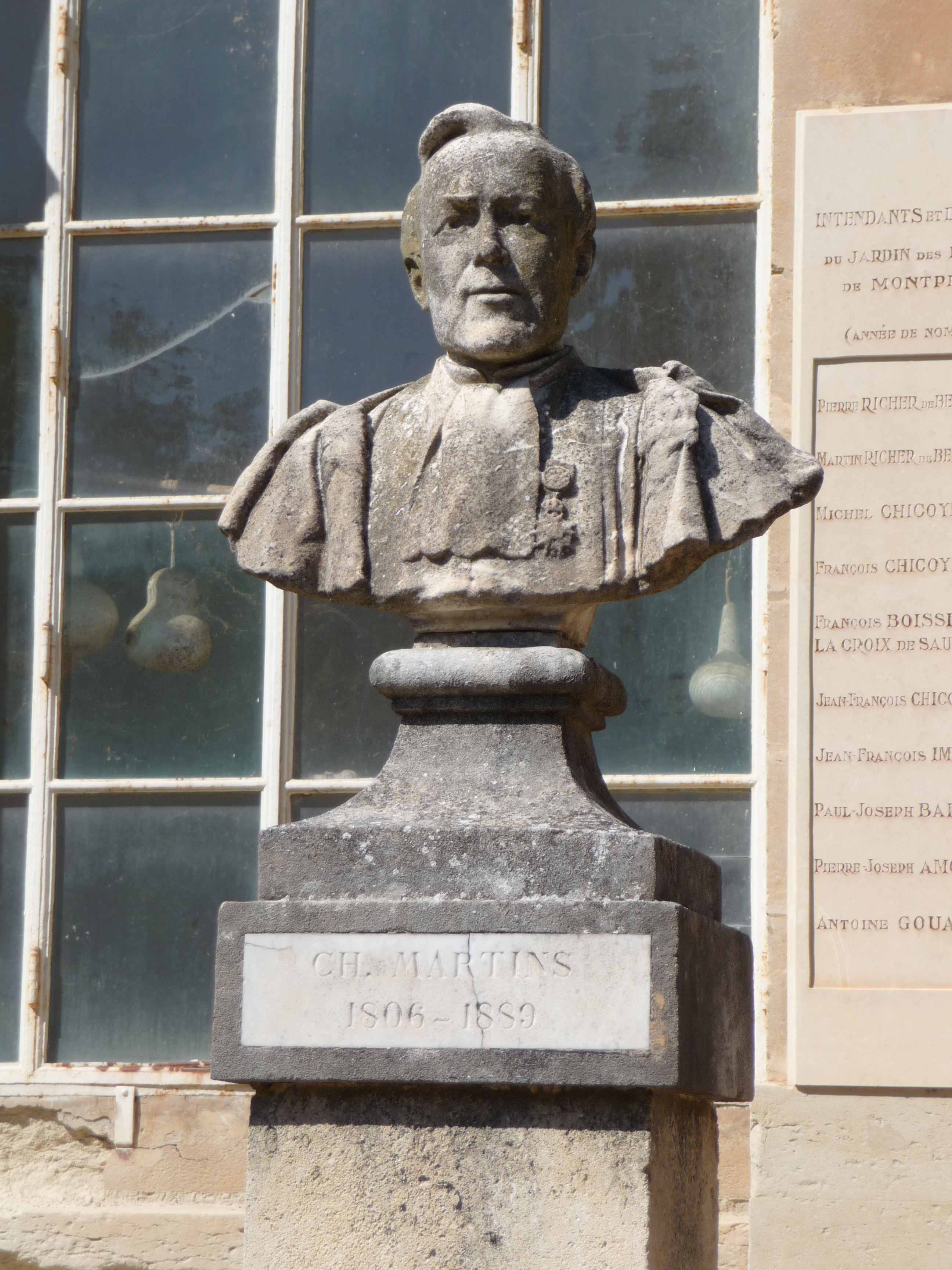
Charles Frédéric Martins, jardin des plantes de Montpellier.